# RD-0236
O RD-0236 (GRAU Index 15D114) é um motor vernier que queima N2O4 e UDMH num ciclo de geração de gás. Ele é usado em conjunto com o motor principal, um RD-0235 no segundo estágio do UR-100UTTKh. A sua função é suprir empuxo vetorial inclinando cada um dos quatro bocais num eixo. Apesar desse motor ter saído de linha, o ICBM UR-100N, o Rokot e o Strela permaneceram operacionais até 2015.